# Aristides de Tebes
Aristides (en grec antic: Ἀριστείδης, llatí: Aristeides), fill d'Aristodem, va ser un pintor de l'antiga Grècia molt destacat, natural de la ciutat de Tebes. Els seus mestres foren Euxènides i el seu germà Nicòmac, i va florir entre el 360 aC i el 330 aC.
Plini diu que va ser un contemporani una mica més gran que Apel·les, i el descriu amb aquestes paraules: Is omnium primus animum pinxit et sensus hominum expressit, quae vocant Graeci, item perturbationes, és a dir, 'va saber representar els sentiments, expressions i passions que es poden observar a la vida quotidiana'. La seva millor pintura és una nena acostant-se a la seva mare mortalment ferida que mostra la seva por perquè no xucli la sang que treu en lloc de llet del seu pit, segons diu l'Antologia grega. Alexandre el Gran, que admirava molt la pintura, la va portar a Pel·la.
Una altra pintura genial representa un suplicant que sembla que parli realment. Plini menciona altres pintures entre les quals una Iris que quan encara no era acabada ja despertava admiració. Com a exemple de l'elevat preu que van tenir les seves pintures, Plini diu que va pintar per Mnasó d'Elatea una batalla contra els perses amb un centenar de figures, i per cadascuna d'elles va cobrar deu mines. Àtal de Pèrgam va pagar cent talents per una de les seves pintures, després de mort el pintor. També el rei de Pèrgam va comprar a Mummi, quan aquest va posar a la venda els fruits dels seus saquejos, una pintura de Baccus per sis-cents mil sestercis, però quan Mummi es va assabentar del seu valor va refusar la venda i la va portar a Roma al temple de Ceres, on va ser la primera pintura estrangera que va estar exposada en públic a Roma.
Aristides era famós per les seves imatges de cortesanes i, per tant, segons Ateneu de Nàucratis, l'anomenaven πορνογράφος (pornògraf). Tenia una certa duresa en la combinació de colors. Segons alguns autors, va inventar la tècnica de l'encàustica, una tècnica de pintura que es caracteritza per l'ús de la cera com a aglutinant dels pigments, però Plini assenyala que aquest sistema ja l'havien usat altres pintors anteriorment, com ara Polignot i Arcesilau de Paros.
Va deixar dos fills: Níceros i Aristó, que també van ser pintors. Un deixeble seu portà també el nom d'Aristides.